# Harriet Roberts
Harriet Roberts, nota anche con lo pseudonimo di Harriet (Sheffield, 1966), è una cantante britannica.

## Biografia
Uno dei primi gruppi musicali di cui fece parte includeva anche il campione di origami Nick Robinson.
Nel 1990 ha pubblicato per l'etichetta discografica EastWest Records/Atlantic Records i singoli Woman to Man e Temple of Love, che raggiunse la posizione numero 39 della classifica statunitense Billboard Hot 100.
Harriet ha pubblicato anche un album dal titolo Woman to Man su etichetta EastWest, ma è ricordata come artista one-hit-wonder negli USA.
Ha preso parte al Festival di Sanremo 1991 con All That We Are, versione in inglese del brano In questa città scritto da Pino Daniele per Loredana Bertè.
È coautrice del brano Whatever You Need, contenuto nell'album Twenty Four Seven di Tina Turner.